# RD-0146
Le RD-0146 est un moteur-fusée à ergols liquides russe développé par KB Khimautomatiki (KBKhA) pour propulser l'étage supérieur KVTK (en) du futur lanceur Angara A5.

## Historique
Le RD-0146 est développé à partir de 1997 par KBKhA en cooopération avec l'entreprise américaine Pratt & Whitney Rocketdyne. En 2009, il est choisi pour équiper au nombre de 4 le second étage du lanceur Rus-M. Le projet Rus-M est cependant arrêté en 2011.
Une nouvelle version RD-0146D est en cours de développement pour propulser l'étage supérieur KVTK, qui constitue une alternative au troisième étage Briz du lanceur Angara A5.

## Description
Le RD-0146 brûle de l'hydrogène liquide et de l'oxygène liquide dans un cycle à expandeur, ce qui en fait par ailleurs le premier moteur-fusée russe n'utilisant pas de générateur de gaz. Selon KBKhA, cette caractéristique est gage d'une grande fiabilité. La version RD-0146D permet 5 allumages.

## Versions
| Version                | RD-0146   | RD-0146D  | RD-0146DM |
| ---------------------- | --------- | --------- | --------- |
| Ergols                 | LH2 / LOX | LH2 / LOX | GNL / LOX |
| Poussée                | 98 kN     | 68,6 kN   | 64,7 kN   |
| Impulsion spécifique   | 463 s     | 470 s     | 362 s     |
| Pression               | 7,9 MPa   | 5,9 MPa   | 5,9 MPa   |
| Hauteur                | 2,2 m     | 3,558 m   | 2,2 m     |
| Diamètre               | 1,25 m    | 1,95 m    | 1,25 m    |
| Début du développement | 1997      | 2008      | 2007      |